# Llenega negra
La llenega, llenega negra o mocosa (Hygrophorus latitabundus, del grec antic higrós: 'humit', phorós: 'portador'; del llatí latitabundus: 'molt amagat') és un bolet de la família de les higroforàcies. És molt apreciat, i el més buscat a les comarques interiors de Catalunya.

## Etimologia
La paraula llenega és una variant dialectal antiga derivada del verb llenegar o esllenegar-se que significa relliscar. Els termes llenega, mocosa i caramellosa s'usen també per denominar els altres bolets amb pell mucosa del gènere Hygrophorus.

## Descripció
És un bolet llefiscós, a causa de l'abundant mucílag transparent, molt abundant, que recobreix tant el barret com el peu. La mucositat pot ser molt abundosa i enganxosa en temps humits, o poc, si el clima és sec. El barret, de 5-15 cm de diàmetre i amb el marge força enrotllat, és de color gris marronós, amb la part central més fosca. Té forma hemisfèrica de jove i després convexa, aplanat en envellir, tot i que no tendeix a aplanar-se massa. Té làmines blanques, espaiades, decurrents, gruixudes i seques. El peu fa de 5 a 10 cm de llarg, per 1,5 fins a 4 cm de gruix, és generalment irregular, més ample a la part central i atenuat a la base, cilíndric, robust, de color blanc o blanc brut. La carn és blanca i compacta, d'una olor suau i de gust dolç.

## Hàbitat

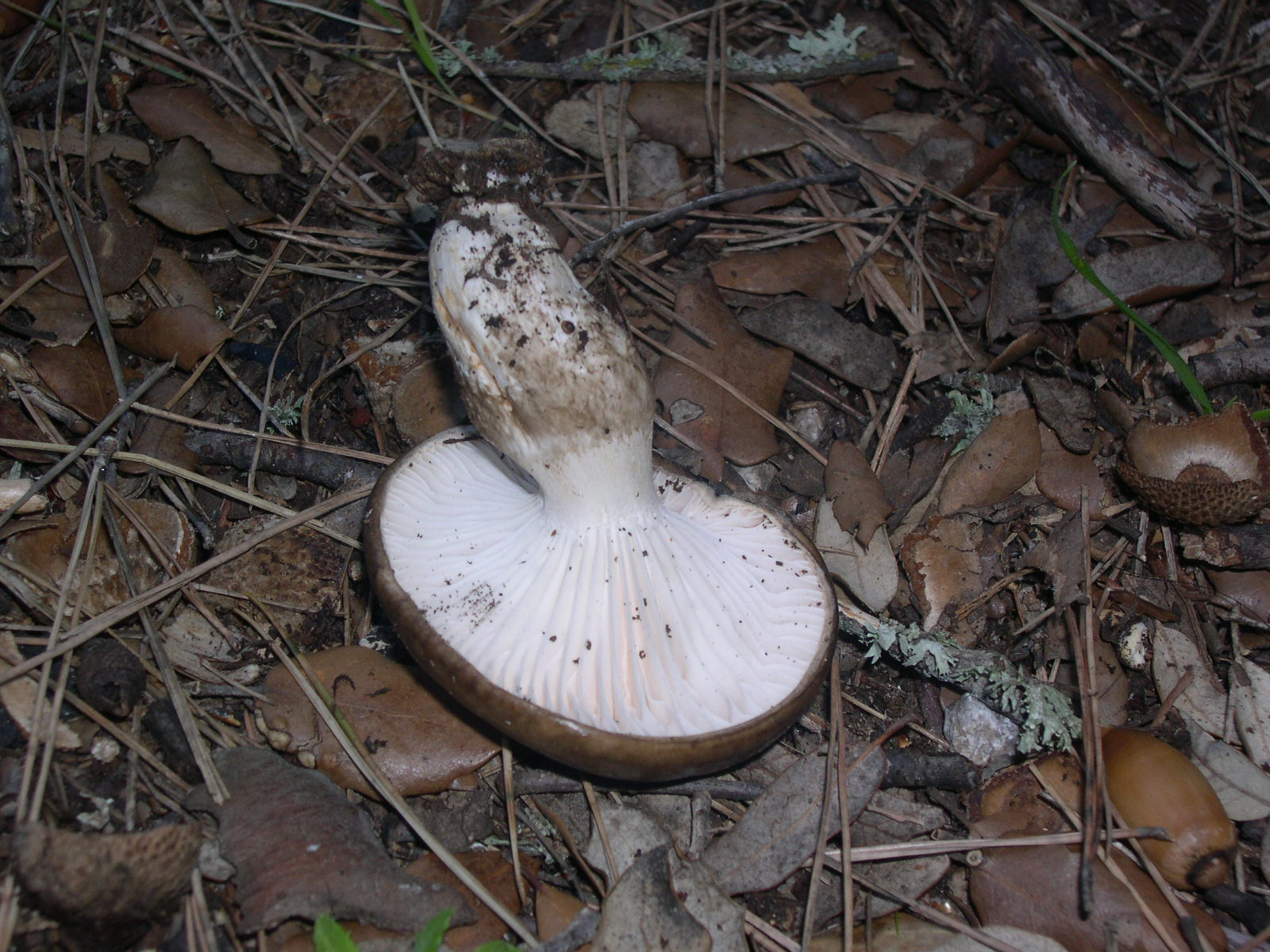
Vista del peu i làmines

Es troba a les pinedes, tant a la plana sota el pi blanc, com a muntanya sota el pi roig, sempre en terrenys calcaris. Surt a la tardor, i és molt comuna en anys plujosos.

## Espècies semblants
És pràcticament impossible confondre'l amb espècies verinoses. Es distingeix de la mocosa d'alzinar (Hygrophorus persoonii) perquè aquesta és més petita, té el peu més prim i està associada a boscos de planifolis, sempre en sòls silícics i no calcaris. En sòls silícics es troba també la mocosa ensofrada (Hygrophorus hypothejus), d'aparició tardana als Pirineus sota pi roig i pi negre, i menys freqüentment a la plana, sota pinastre. Es pot prestar a confusió amb el bolet no comestible Cortinarius trivialis.
En altres parts d'Europa i Àsia sota l'avet roig creix Hygrophorus camarophyllus, i en boscs de muntanya surt també Hygrophorus olivaceoalbus.

## Comestibilitat
És un bolet culinàriament excel·lent i molt apreciat a les comarques centrals. Ideal per fer estofats i guisats.
En cuinar-lo, es pot treure part del mucílag, però aquest aporta consistència a les salses i al suc en què es guisa.

## Altres noms
S'anomena també llanega, llanega negra, mucosa, bavallosa, bavós, bavosa, caramellosa, carmellosa, llenegall, llepissa, senyoreta, pegalosa.